# جامعة المنيا الأهلية
جامعة المنيا الأهلية هي جامعة أهلية غير هادفة للربح و تهتم بالتميز في التعليم والبحث العلمي وتدعمها الدولة وتوجد في مدينة المنيا الجديدة، مصر.

## النشأة
في 1 سبتمبر 2020، وافق مجلس جامعة المنيا في اجتماعه رقم 528 على البدء في اتخاذ كافة الإجراءات التنفيذية اللازمة لإنشاء جامعة المنيا الأهلية على مساحة 41 فدان بمدينة المنيا الجديدة، وتتبع جامعة المنيا وتكون امتداداً لها ولرؤيتها لتلبية احتياجات أبناء المحافظة والمحافظات المجاورة.
في 28 يوليو 2021، أكد رئيس جامعة المنيا عن البدء الفعلي وانطلاق أعمال الإنشاءات بجامعة المنيا الأهلية بمواصفات عالمية، على مساحة 41 فدان بمدينة المنيا الجديدة، لتكون امتداداً لجامعة المنيا، وتحقيقاً لرؤيتها ورسالتها.
في 29 سبتمير 2021، وافق مجلس جامعة المنيا على شعار الجامعة الأهلية، الذي صُمم ليُعبر عن الهوية الحضارية والتاريخية لمحافظة المنيا، وبما يتوافق مع الهوية البصرية لمدينة المنيا الجديدة، وما يتضمنه من رؤية رمزية معاصرة تتبع الأسس العلمية للتصميم.

## الكليات
الكليات والبرامج بجامعة المنيا الأهلية ستكون ذات تخصصات جديدة، تُلبي احتياجات سوق العمل المحلي والدولي، وتتماشى مع وظائف المستقبل، وذلك في تخصصات:
- العلوم الإدارية
- التخطيط العمراني
- العلوم الصحراوية
- الحاسبات والذكاء الاصطناعي
- الإعلام والعلاقات العامة
- العلاج الطبيعي
- الطب
- الصيدلة